# Пелля, Амза
Амза Пелля (рум. Amza Pellea; 7 апреля 1931 — 12 декабря 1983) — румынский актёр. Для зрителей на пространстве бывшего СССР наиболее известен ролями Децебала в фильмах «Даки» и «Колонна», а также Михая Храброго в одноимённой картине. В 1977 году получил приз ММКФ за лучшую мужскую роль («Всегда виновен»).

## Биография
Амза Пелля родился 7 апреля 1931 года в городе Бэйлешти, Олтения, Румыния. В 1956 году окончил институт театра и кино имени Караджале. В том же году дебютировал в Национальном театре Крайовы. С 1961 года, после первой роли в фильме «Жажда» (рум. Setea), регулярно снимается в кино. Играл в театре Комедии и Национальном театре (Бухарест), позже вновь вернулся в Крайова. Одновременно исполнил главные роли в таких фильмах, как «Даки», «Михай Храбрый», «Всегда виновен», популярном цикле о приключениях комиссара Миклована и комиссара Романа и других. В 1973—1974 годах был директором Национального театра Крайовы. В конце 1970-х годов создал образ дяди Марина — яркий, народный характер шутника из Олтении, ставшего позже чрезвычайно популярным. Умер 12 декабря 1983 года от онкологического заболевания. Похоронен в Бухаресте на кладбище Беллу.
Отец актрисы Оаны Пелля («Мария, Мирабела в Транзистории», «Дитя человеческое», «Огонь и Лёд: Хроники Драконов» и другие фильмы)

## Избранная фильмография
| Год  |   | Русское название                    | Оригинальное название                   | Роль                   |
| ---- | - | ----------------------------------- | --------------------------------------- | ---------------------- |
| 1961 | ф | Жажда (Бурные годы)                 | Setea                                   |                        |
| 1962 | ф | Тюдор                               | Tudor                                   | госпожа Шуцу           |
| 1966 | ф | Восстание                           | Răscoala                                | крестьянин Пётр        |
| 1966 | ф | Гайдуки                             | Haiducii                                | Сырбу                  |
| 1967 | ф | Даки                                | Dacii                                   | царь Децебал           |
| 1968 | ф | Колонна                             | Columna                                 | царь Децебал           |
| 1971 | ф | Михай Храбрый                       | Mihai Viteazul                          | Михай Храбрый          |
| 1972 | ф | Тогда я приговорил их всех к смерти | Atunci i-am condamnat pe toţi la moarte | Ипу                    |
| 1973 | ф | Последний патрон                    | Ultimul cartuș                          | Жан Семака             |
| 1974 | ф | Хозяева                             | Proprietarii                            |                        |
| 1974 | ф | Бессмертные                         | Nemuritorii                             | Димитру                |
| 1974 | ф | Комиссар полиции обвиняет           | Un comisar acuză                        | Пырву                  |
| 1974 | ф | Ульзана                             | Ulzana                                  | генерал Крук           |
| 1976 | ф | Всегда виновен                      | Osânda                                  | крестьянин Преда       |
| 1976 | ф | Авария                              | Accident                                | подполковник милиции   |
| 1976 | ф | Свет на виселице                    | Das Licht auf dem Galgen (ГДР)          | Дебюиссон              |
| 1977 | ф | Мелодии, мелодии                    | Melodii, melodii                        | дядя Марин             |
| 1978 | ф | Реванш                              | Revanșa                                 | Пырву                  |
| 1979 | ф | Кто же миллиардер?                  | Nea Mărin miliardar                     | дядя Марин/Марлон Жюве |
| 1979 | ф | Пропавшее золото инков              | Das Verschollene Inka-Gold              | Яката                  |
| 1980 | ф | Скорбно Анастасия шла               | Duios Anastasia trecea                  | Костайше               |
| 1981 | ф | Капкан для наёмников                | Capcana mercenarilor                    | Франк                  |
| 1982 | ф | Вильгельм Завоеватель               | Cucerirea Angliei                       | граф Херлуим           |

## Награды и номинации
- 1971 — Орден «За заслуги перед культурой»[рум.] I степени[1]
- 1977 — приз за лучшую мужскую роль X Московского международного кинофестиваля («Всегда виновен»)